# Бичок-сурман
Бичо́к-су́рман, також ши́рман, сірман (Ponticola syrman) — Понто-Каспійський вид риби родини бичкових (Gobiidae).

## Характеристика

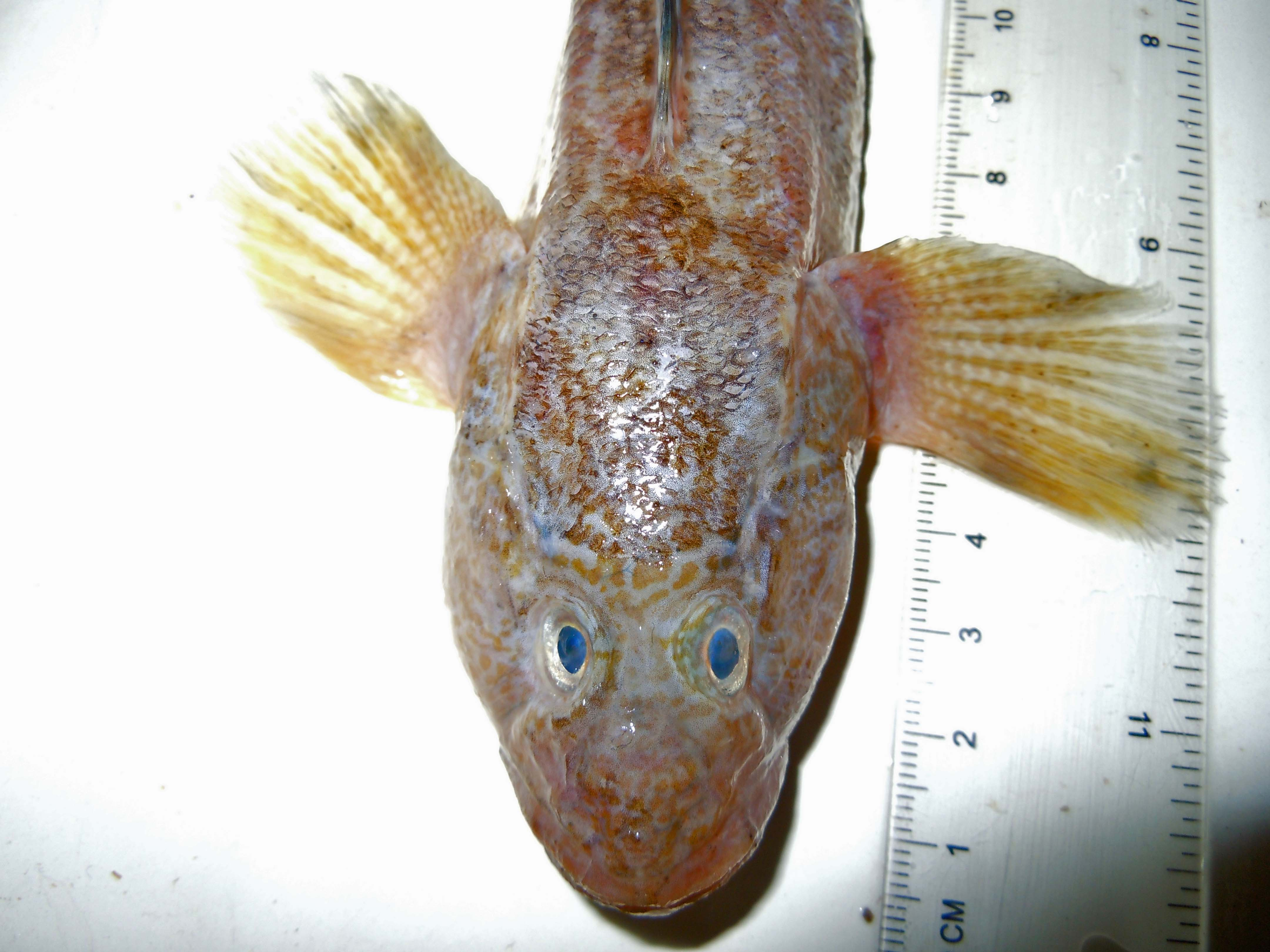
Голова бичка-ширмана

Спина, потилиця, тім'я, верхня частина зябрових кришок, горло та черево вкриті циклоїдною лускою. Голова стиснена, ширина її дещо більша за висоту. Рило тупе, нижня щелепа видається вперед. Лопатинки комірця черевного присоска тупі, присосок не досягає анального отвору. Рот великий, кутки роту знаходяться під серединою ока. Верхня губа не розширена до кутів рота. Довжина хвостового стебла в 1,5 рази більша за його висоту. Колір тіла сірий із світло-бурими плямами по боках, розташованими в шаховому порядку; від ока до верхньої губи йде темна смуга. Висота другого спинного плавця посередині дещо підвищується. На першому спинному плавці наявні світлі та темні поперечні смуги, на другому спинному, хвостовому та анальному — блакитні смужки вздовж променів. У передній частині першого спинного плавця, зверху, зазвичай різка чорна смуга. Довжина тіла до 25,5 см, зазвичай 12—14 см.

## Ареал
Мешкає в солонуватих і прісних водах басейнів Чорного і Каспійського морів (в останньому представлений підвидом Ponticola syrman eurystomus). Зустрічається біля узбережжя Болгарії в прибережних озерах Мандренському, Бургаському. В пониззі Дуная і придунайських водоймах. В Дністровському лимані, Березанському, Дніпровсько-Бузькому лиманах. В Дністрі, Дніпрі та Південному Бузі. В Азовському морі та річках Кальміус, Берда, пониззя Дона, є в Керченській протоці.

## Походження української назви виду
Наукова назва виду походить від української, запропонована О.Д. Нордманном. Згідно із Д.К. Третьяковим  для української мови вказується дві назви цього бичка: бичок-сірман і бичок-сурман. У сучасній українській науковій літературі поширені два варіанти назви: бичок-ширман і бичок-сірман. На практиці жоден із цих двох варіантів не використовується ніким, крім науковців; рибалки взагалі не розрізняють представників роду Ponticola, називаючи їх усіх «сурман». У російській науковій літературі цю назву використовують для іншого бичка — Ponticola cephalargoides, що є помилкою.
Слово «сурман» походить тур. sürme — назва солі PbS, яку раніше в Україні традиційно використовували в косметиці, «сурмили» брови. Звідси одне із значень слова «сурмити» — «чорнити», «бруднити», тому слово «сурман» використовується в народі для бичків роду Ponticola. Однією з характерних рис Ponticola syrman є чорні (насурмлені) смужки над очима, подібні на брови, звідки й могла виникнути назва «сурман», яку випадково записали латиною як syrman.